# Trzecie miejsce
Trzecie miejsce (The Third Place) – termin używany w określaniu miejsca w przestrzeni publicznej, które oddziela środowisko życia w domu (Pierwszego miejsca) i pracy (Drugiego miejsca). Pojęcie to użyte zostało po raz pierwszy w 1989 r. przez amerykańskiego socjologa Raya Oldenburga w książce The Great Good Place.

„Trzecie miejsce” to miejsce odpoczynku – nie tylko od pracy, lecz także od wykonywanych na co dzień rutynowych czynności. Jest neutralną przestrzenią, w której spędzamy wolny czas, spotykamy przyjaciół, odpoczywamy po pracy zawodowej, pracach domowych, nabieramy oddechu przy filiżance kawy (herbaty), obserwujemy i pokazujemy się innym. „Trzecie miejsca” wzmacniają w nas poczucie przynależności do otoczenia oraz więzi z innymi – znanymi lub potencjalnie bliskimi nam osobami. Są to miejsca, w których tętni życie lokalnej społeczności, gdzie rodzą się nowe pomysły, utrwalają się lub ewoluują ważne w danym środowisku wartości.

Początkowo Oldenburg za przykład takich przestrzeni wskazywał komercyjne miejsca, w których ludzie spędzają czas wolny: bary, puby, kluby golfowe, jachtowe, lokalne sklepy, jadłodajnie, gospody, kawiarnie, a nawet apteki. Były to miejsca, gdzie ludzie wchodzili w interakcje w swobodny, niezobowiązujący sposób, odpoczywali od pracy i domu oraz budowali wspólnotę. W kolejnej publikacji Oldenburg rozszerzył listę trzecich miejsc, dodając miejsca kultury. Przykładami trzecich miejsc są m.in. kościoły, kawiarnie, bary, kluby, biblioteki, siłownie, księgarnie, świetlice, parki, teatry i tym podobne.
Termin ten określa miejsca spotkań, w których „odbywają się procesy socjalizacji – nie tylko takich tradycyjnie łączonych z rozrywką, ale także wiedzą”. Zgodnie z teorią dom (pierwsze miejsce) ani praca (drugie miejsce) nie mogą odgrywać roli trzeciego miejsca, ponieważ „trzecie miejsca to różnorodne miejsca publiczne, gdzie regularnie, dobrowolnie, nieformalnie i przewidywalnie goszczą grupy jednostek, pozostając poza sferami pracy i domu”.
Głoszona przez Oldenburga idea pokazuje, że człowiek ma potrzebę przebywania w przestrzeni nieformalnej, gdzie będzie czuł się swobodnie i komfortowo. To strefa, w której zachodzą interakcje społeczne, budują się więzi, wzrasta poczucie przynależności i akceptacji. Chociaż wśród przykładów trzecich miejsc pierwotnie Oldenburg nie wymienił bibliotek, okazuje się, że nowoczesne instytucje biblioteczne są predestynowane i w pełni przygotowane, by taką funkcję pełnić.

## Funkcja społeczna
Trzecie miejsca, takie jak kawiarnie, parki, centra kultury czy biblioteki, sprzyjają tworzeniu przestrzeni, gdzie ludzie mogą czuć się komfortowo i swobodnie. Jak zauważa Jarosław Jędrych, biblioteki, podobnie jak inne instytucje kulturalne, mogą pełnić rolę trzeciego miejsca, zachęcając do odwiedzin poprzez dostosowanie oferty do potrzeb społeczności i utrzymując więzi z czytelnikami. Biblioteki angażują się w budowanie relacji z lokalnymi organizacjami i mieszkańcami, przyczyniając się do budowania tożsamości zawodowej i osobistej odwiedzających oraz promowania etosu zawodu i kultury społecznej.